# Cañoneros Proyecto 1204 «Shmel»

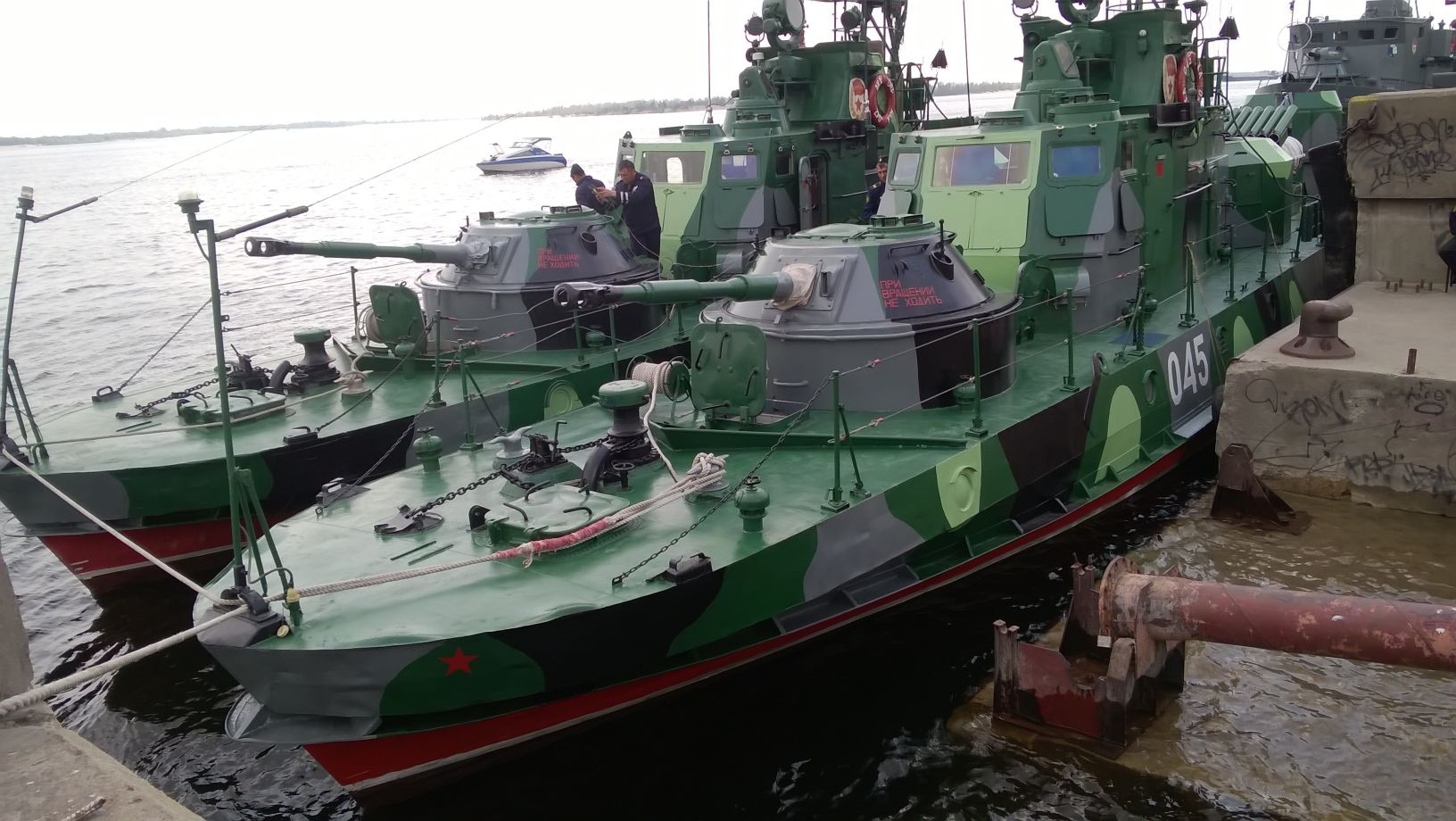
Dos Proyecto 1204 anclados en Volgogrado.

Las cañoneros Proyecto 1204 (en ruso Артиллерийские катера проекта 1204 o Artilleriiskye katera proekta 1204) son un tipo de cañoneros fluviales rusos. La OTAN les asigna el nombre clave "Bumblebee" -abejorro en español. Diseñado en 1965, el Proyecto 1204 está pensado para el patrullaje de ríos y lagos, la destrucción de embarcaciones fluviales enemigas, el apoyo a las fuerzas terrestres, transporte de personal militar y para su uso por la guardia costera en aguas marítimas poco profundas.
- Datos: Q3679485
- Multimedia: AK-354 class patrol boat / Q3679485